# Mietvilla Heinrich Schrader
Die Mietvilla Heinrich Schrader, die der Baumeister Felix Sommer in der Villenkolonie Altfriedstein errichtete, liegt in der Ludwig-Richter-Allee 24 im Stadtteil Niederlößnitz der sächsischen Stadt Radebeul, auf einem Eckgrundstück am ehemaligen Eingang in die Villenkolonie. Sie wurde 1909/1910 für den Bauherrn Heinrich Schrader errichtet.

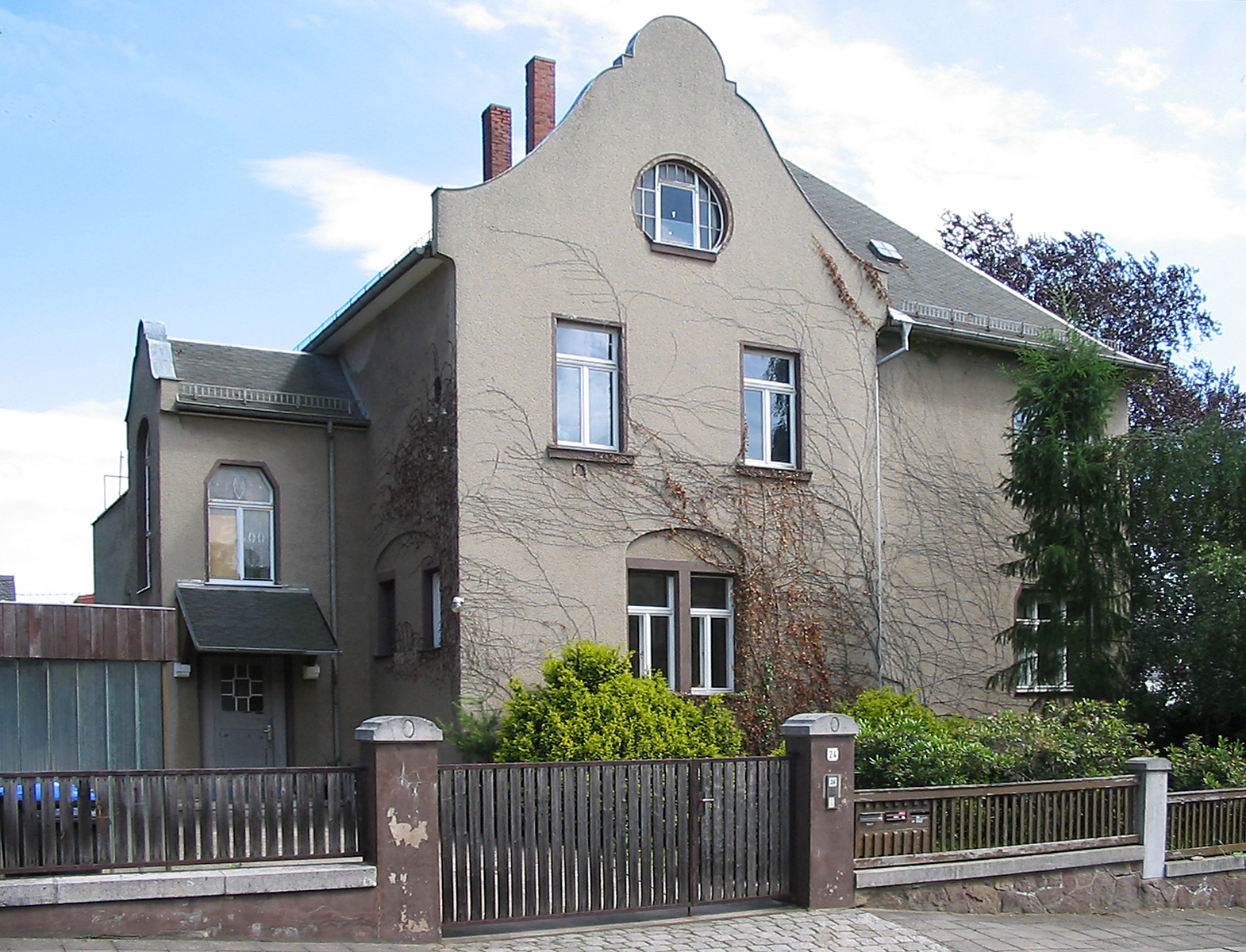
Mietvilla Heinrich Schrader, Straßenansicht

## Beschreibung

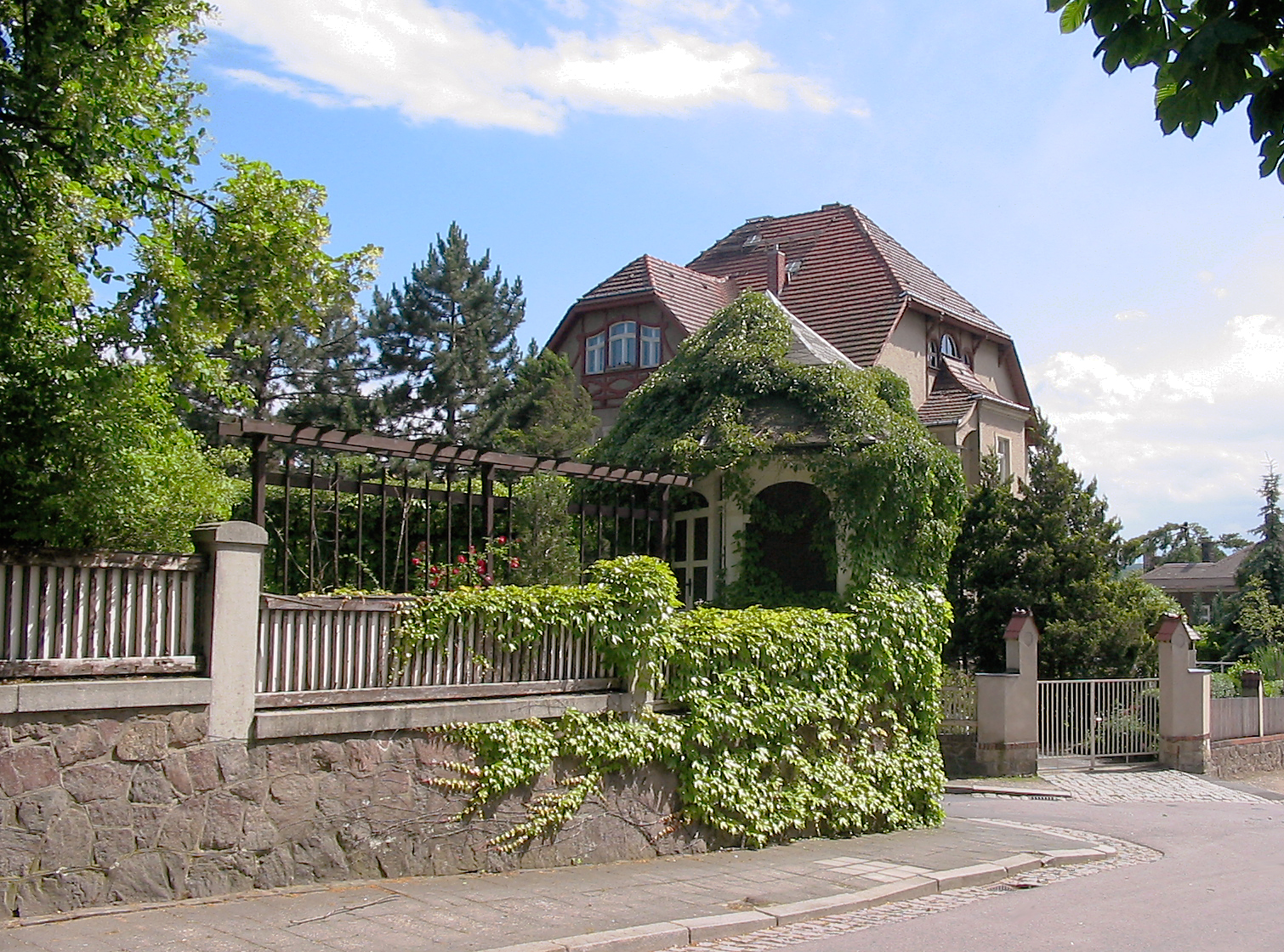
Weinberankter Gartenpavillon der Mietvilla Heinrich Schrader. Im Hintergrund die Villa Martins-Klause von Adolf Neumann

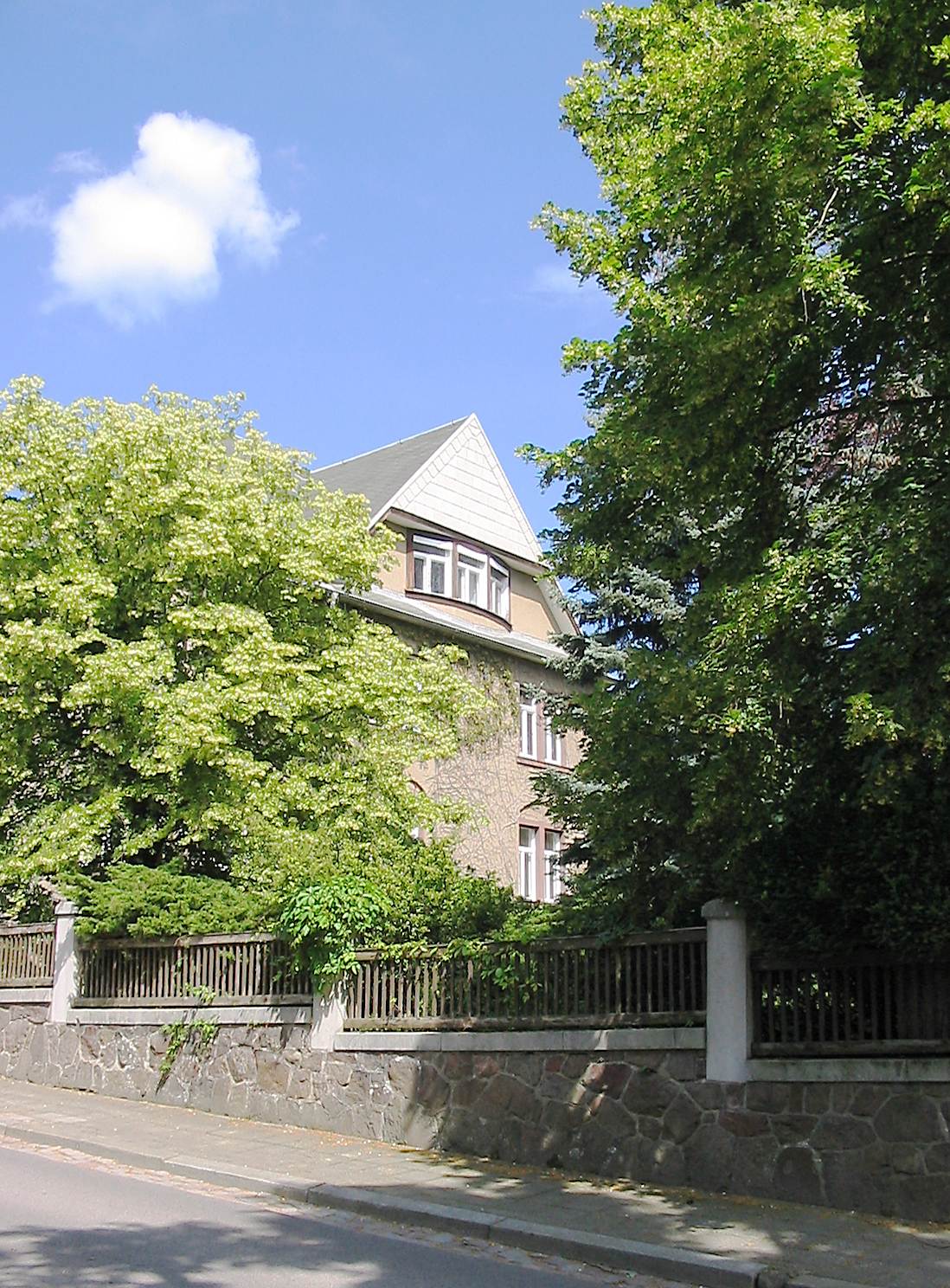
Mietvilla Heinrich Schrader, Gartenansicht

Die zusammen mit ihrer Einfriedung sowie dem Eckpavillon unter Denkmalschutz stehende Mietvilla ist ein Gebäude im Landhausstil mit vier unterschiedlich ausgebildeten, „malerisch-unregelmäßige[n] Aufrisse[n]“ sowie einem hohen Walmdach.
In der Straßenansicht zur Ludwig-Richter-Allee steht auf der linken Seite ein Seitenrisalit mit einem Giebel in geschwungenen Formen, in diesem ein nierenförmiges Fenster. Die rechte Gebäudeecke stellt sich als Seitenansicht in Form einer massiven Veranda zum Garten dar, die Öffnungen inzwischen teilweise geschlossen. In der linken Seitenansicht nach Norden befindet sich der Eingang in einem Treppenhausvorbau mit einem geschweiften Giebel.
In der Hauptansicht nach Süden zum Garten befindet sich an der linken Gebäudeecke die massive zweigeschossige Veranda mit einer Freitreppe zum Garten. Auf der rechten Seite steht ein hoher Seitenrisalit, dessen Dreiecksgiebel teilweise verschindelt ist. Darin findet sich ein Erker. In der rechten Seitenansicht steht ein eingeschossiger Söller.
Die Fassaden, deren ursprünglich einfache Gliederung durch den heutigen Verputz beseitigt ist, zeigen unterschiedliche Fensterformen, im Erdgeschoss ehemals mit Gitterspalieren, im Obergeschoss ehemals mit Fensterläden.
Auf der Ecke zur Straßenkreuzung steht oben auf der hohen Bruchstein-Stützmauer ein Gartenpavillon mit einem gebrochenen Zeltdach. Dieser ist durch Wein stark überwuchert.
Die Einfriedung besteht aus Lattenzaunfeldern mit Deck- und Basisbrettern zwischen Betonpfeilern mit Abdeckplatten. Zum Geländeausgleich steht die Einfriedung auf einem Bruchsteinsockel.

## Geschichte

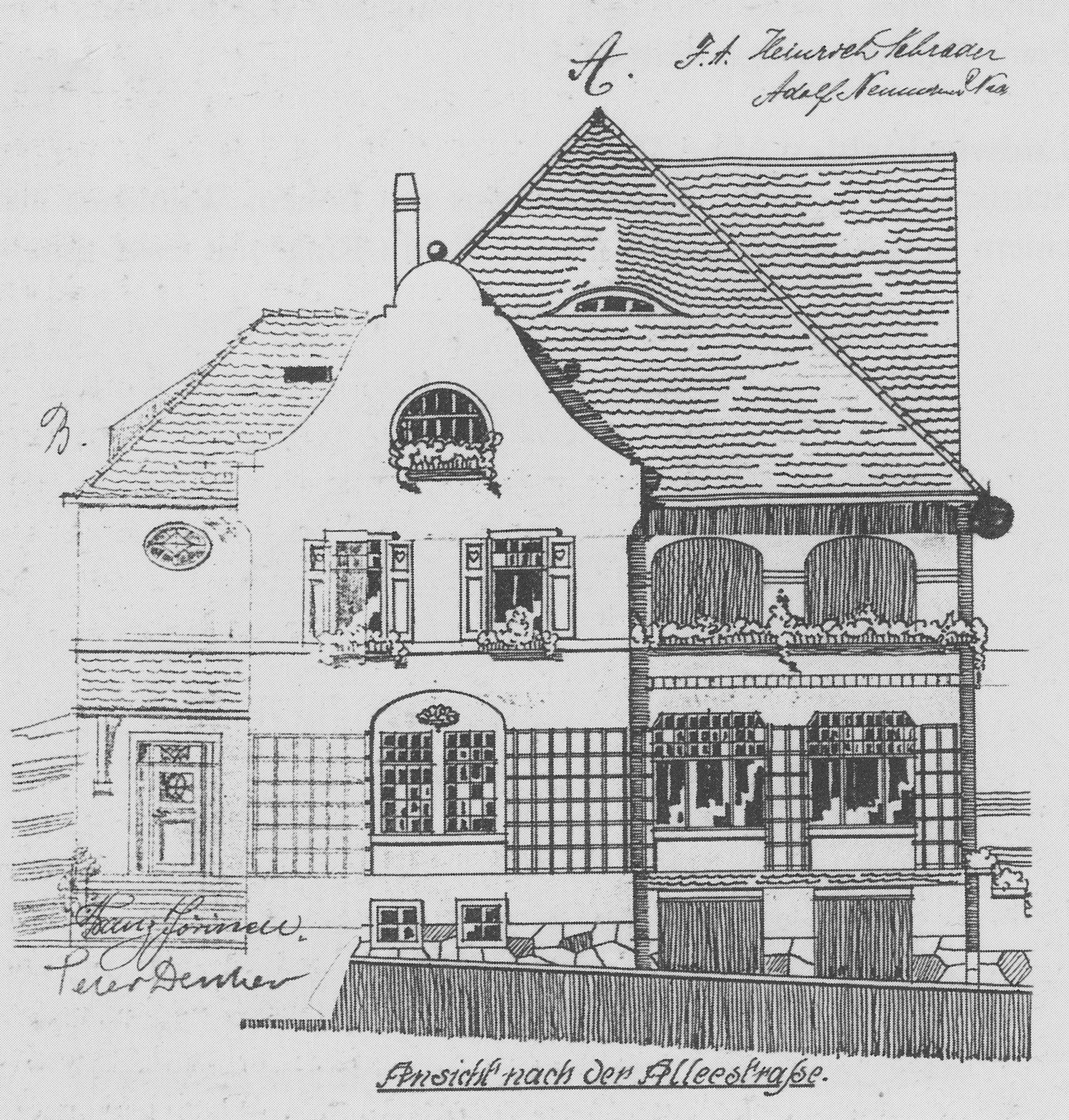
Bauzeichnung, 1909

Die bis zum Herrenhaus Altfriedstein verlängerte Alleestraße, heute Ludwig-Richter-Allee, bildete an der Kreuzung mit der Winzerstraße, von Süden kommend, den Eingang in das zu bebauende Villenkolonie-Areal. Nachdem ab 1905 die Bebauung auch für andere Architekten ohne Bindung an Schilling & Graebner freigegeben war, errichtete der Niederlößnitzer Baumeister Felix Sommer mit seiner Baufirma Adolf Neumann Nachf. auf zwei Parzellen ein stattliches Wohnhaus für Heinrich Schrader. Der Bauantrag dafür wurde im Juni 1909 gestellt und erging „mit vielen Ausnahmebewilligungen“ im August des Jahres. Die Baurevision erfolgte im August des Folgejahres, also 1910.
Zwischen 1928 und 1931 errichtete der Baumeister Franz Jörissen einen Anbau mit einem zweigeschossigen Treppenhaus, vermutlich im Zusammenhang mit der Trennung der Etagen zur Mietvilla.